# Wallers
Wallers (Nederlands: Wallaar) is een gemeente in het Franse Noorderdepartement (regio Hauts-de-France) (Frans: département du Nord). De plaats maakt deel uit van het arrondissement Valenciennes. De gemeente telde 5.618 inwoners op 1 januari 2022.

## Geografie
De oppervlakte van Wallers bedroeg op 1 januari 2022 20,89 vierkante kilometer; de bevolkingsdichtheid was toen 268,9 inwoners per km². Een gangbare benaming van de gemeente is ook Wallers-Arenberg.

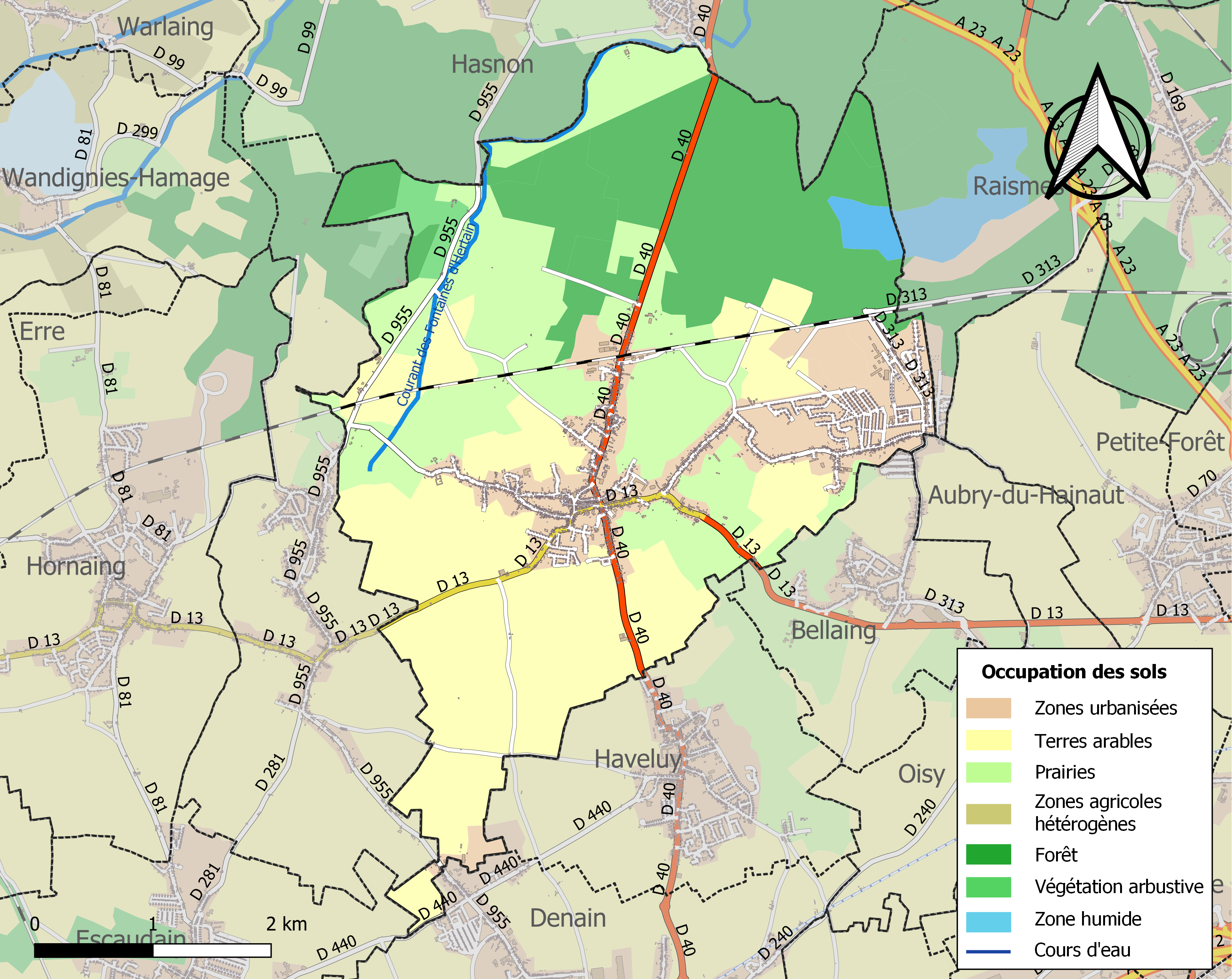
Kaart van de gemeente met belangrijkste infrastructuur, bodemgebruik en omliggende gemeenten

## Bezienswaardigheden
- De Sint-Vedastuskerk (Église Saint-Vaast) werd in 2006 getroffen door brand en in 2013 weer herbouwd in oorspronkelijke staat. Deze betrof een 18e-eeuws schip en een 19e-eeuws transept en koor.
- De Sint-Barbarakerk (Église Sainte-Barbe) bevindt zich te Arenberg en is een neogotisch kerkgebouw van 1905-1907.
- De Fosse Arenberg, een steenkoolmijn, werd in 1903 in bedrijf gesteld. Hiertoe werd een fabrieksnederzetting gebouwd: Cité Arenberg. De mijn werd een der belangrijkste van de regio. Ook in 1954 werd nog een schacht geopend. In 1961 kwam nog een nieuwe steenkoolwasserij in bedrijf. Niettemin sloot de mijn in 1989. De mijn werd in 1993 nog het decor voor de film Germinal. Een groot deel van de bovengrondse gebouwen, inclusief schachtbokken, wasserijgebouwen en terrils werd beschermd.

## Natuur en landschap
Ten noorden van Wallers-Arenberg ligt het Bos van Wallers-Arenberg (Forêt de Raismes-Saint-Amand-Wallers) dat 4600 ha groot is en een beruchte kasseistrook bevat voor de wielerwedstrijd Parijs-Roubaix. De hoogte aan de kerk bedraagt 24 meter.

## Verkeer en vervoer
In de gemeente ligt spoorwegstation Wallers.

## Demografie
Onderstaande figuur toont het verloop van het inwonertal (bron: INSEE-tellingen).

## Nabijgelegen kernen
Bellaing, Haveluy, Hélesmes, Saint-Amand-les-Eaux, Hasnon